# Аврамов, Владимир
Владими́р Авра́мов Авра́мов (3 декабря 1909, София — 22 марта 2007, София) — болгарский скрипач, педагог, народный артист НРБ (1963).
Учился игре на скрипке в Софийском музыкальном училище (у педагогов Петра Гавазова, Христо Петкова, Саши Попова), затем в Немецкой академии музыки и театра в Праге в классе Х. Коха.
В 1933 году вернулся в Софию, в 1935—1942 гг. скрипач Софийской оперы. Одновременно в 1934 году организовал первый в Болгарии струнный квартет стабильного состава (впоследствии Болгарский струнный квартет), в котором долгие годы играл первую скрипку.
С 1937 года преподавал в Софийской академии музыки, с 1947 г. заведовал кафедрой струнных инструментов, в 1955—1959 гг. декан Инструментального факультета. В 1962—1968 гг. ректор Софийской академии музыки. Среди многочисленных учеников Аврамова, в частности, Эмил Камиларов, Боян Лечев, Георгий Бадев, Владимир Атанасов, Иван Пеев.
В 1951 году был удостоен Димитровской премии.
Неоднократно был членом жюри международного конкурса имени П. И. Чайковского, впервые в 1958 году (по другим источникам с 1962 года).